# Francisco Simó Damirón
Francisco Alberto Simó Damirón (* 21. November 1908 in San Francisco de Macorís; † 3. April 1992 in Santo Domingo) war ein dominikanischer Pianist und Komponist.
Simó studierte Musiktheorie und Solfège bei Sixto Brea sowie Harmonielehre und Komposition bei Rafael Pimentel und wurde dann Mitglied des Orchesters von Avelino Muñoz. Mitte der 1930er Jahre gründete er ein Duo mit Negrito Chapuseaux, und im Dezember 1937 gehörte er zu den Gründungsmitgliedern von Billo Frómetas Billo’s Happy Boys in Venezuela. Von diesen trennte er sich nach sieben Monaten und ging nach Panama.
1945 gründete er mit der Sängerin Sylvia de Grasse und ihrem Mann Negrito Chapuseaux das Trio Los Alegres Tres. In den 1950er und 1960er Jahren trat er u. a. in Puerto Rico, Kuba, Venezuela, Mexiko und Panama auf. Er lebte in Puerto Rico und in New York. Dort war er mit Nat King Cole befreundet und trat mit Musikern wie Frank Sinatra, Harry Belafonte, Agustín Lara und Libertad Lamarque auf.
Simó komponierte mehr als 300 Werke und nahm 65 LPs auf. Er, Sylvia de Grasse und Negrito Chapuseaux wurden als Los Reyes del Merengue. 1973 wurde mit dem Orden de Duarte, Sánchez y Mella, 1978 con la mit dem Orden de Francisco Miranda ausgezeichnet.